# Sigel
Das Sigel (auch die Sigle), Plural: Sigel oder Siglen, ist die Abkürzung eines oder mehrerer Wörter durch ein feststehendes Zeichen (Abkürzungszeichen) oder durch Buchstaben bzw. Buchstaben-Ziffern-Kombinationen (Kürzel).
Beispiele für Siglen sind Mehrbuchstabenkürzel für Länder, Kantone oder Währungen, das Paragrafzeichen (§) oder Abkürzungen wie „z. B.“ für die Worte zum Beispiel.
In der Kurzschrift sind Sigel die Verkürzungen der normalen kurzschriftlichen Varianten, zum Teil in gängiger Form oder auch als private Ausprägung.
In der Philologie und Textkritik benutzt man Siglen, um in einfacher Weise auf einzelne Textzeugen (Manuskripte, Papyri etc.) zu verweisen. Traditionell lehnen sich diese Siglen an den Überlieferungsort oder den Namen der besitzenden Sammlung an (etwa B = Codex Bodleianus, M = Codex Medicaeus, P = Codex Palatinus). Am Ende oder am Anfang der Werke werden diese Abkürzungen in einem Siglenverzeichnis aufgeschlüsselt. Ein in der deutschen Literaturwissenschaft weithin bekanntes Sigel ist z. B. „HA“, was für die Hamburger Ausgabe der Werke Goethes steht. Bei der Zitierung werden anstatt der vollständigen Namen die Siglen benutzt, beispielsweise zur Zitierung einzelner Kapitel der Bibel: „Mt“ steht etwa für Matthäus.
Siglen sind ferner für Bibliotheken gebräuchlich. Solche Bibliothekssigel dienen dazu, Bibliotheken in Kurzform zu kennzeichnen, damit sie insbesondere in Verbundkatalogen und im Interbibliothekarischen Leihverkehr einfach aufgelistet werden können. Auf internationaler Ebene sind Bibliothekssigel seit 2003 in das ISIL-System gemäß ISO 15511 eingebunden.
Auch viele Fachzeitschriften werden in dieser Weise abgekürzt, etwa HZ für Historische Zeitschrift.
Ebenso sind für die zahlreichen Ordensgemeinschaften der Römisch-katholischen Kirche Siglen gebräuchlich, etwa OSB für die Benediktiner.
Mit der Sigelung im Verzeichnis lieferbarer Bücher des deutschen Buchhandels geben Zwischenbuchhändler an, dass sie den betreffenden Titel am Lager führen.